# Aphiduromyzus rosae
Anuromyzus rosae (лат.) — вид тлей, единственный в составе рода Anuromyzus из подсемейства Aphidinae. Эндемики Средней Азии.

## Описание
Мелкие насекомые, длина 2,8 мм. Бескрылые формы аптерии темно-зеленые или коричневые с ANT I, II и VI, бёдра и кауда черноватые, трубочки светлые. Аптерии имеют 20-25 вторичных ринариев только на ANT III, а крылатые имеют их распределение III 30-35, IV c.6, V c.2. Крылатые имеют обширное чёрное пятно на дорзуме брюшка. Ассоциированы с растениями рода Роза (Rosa) в горах Тянь-Шаня, Средняя Азия. Вид был впервые описан в 1959 году по типовым материалам из Азии и выделен в отдельный монотипический род Aphiduromyzus, с необычным сочетанием темной дорсальной пигментации, бледных трубочек, черноватого хвоста и многочисленных вторичных ринариев у крылатых и бескрылых тлей, не имеющий четкой связи с другими тлями, питающимися соками роз.
- Aphiduromyzus Umarov & Ibraimova, 1967
  - Aphiduromyzus rosae Umarov & Ibraimova, 1967